# Habitat fortifié du Bois de la Miotte
L'habitat fortifié du Bois de la Miotte est un site archéologique, protégé des monuments historiques, situé sur la commune de Belfort, dans le département français du Territoire de Belfort.

## Histoire
Le site est occupé au néolithique entre 4500 av. J.-C. et 750 av. J.-C..
Le site est inscrit au titre des monuments historiques en 1993.